# Schloss Arnouville

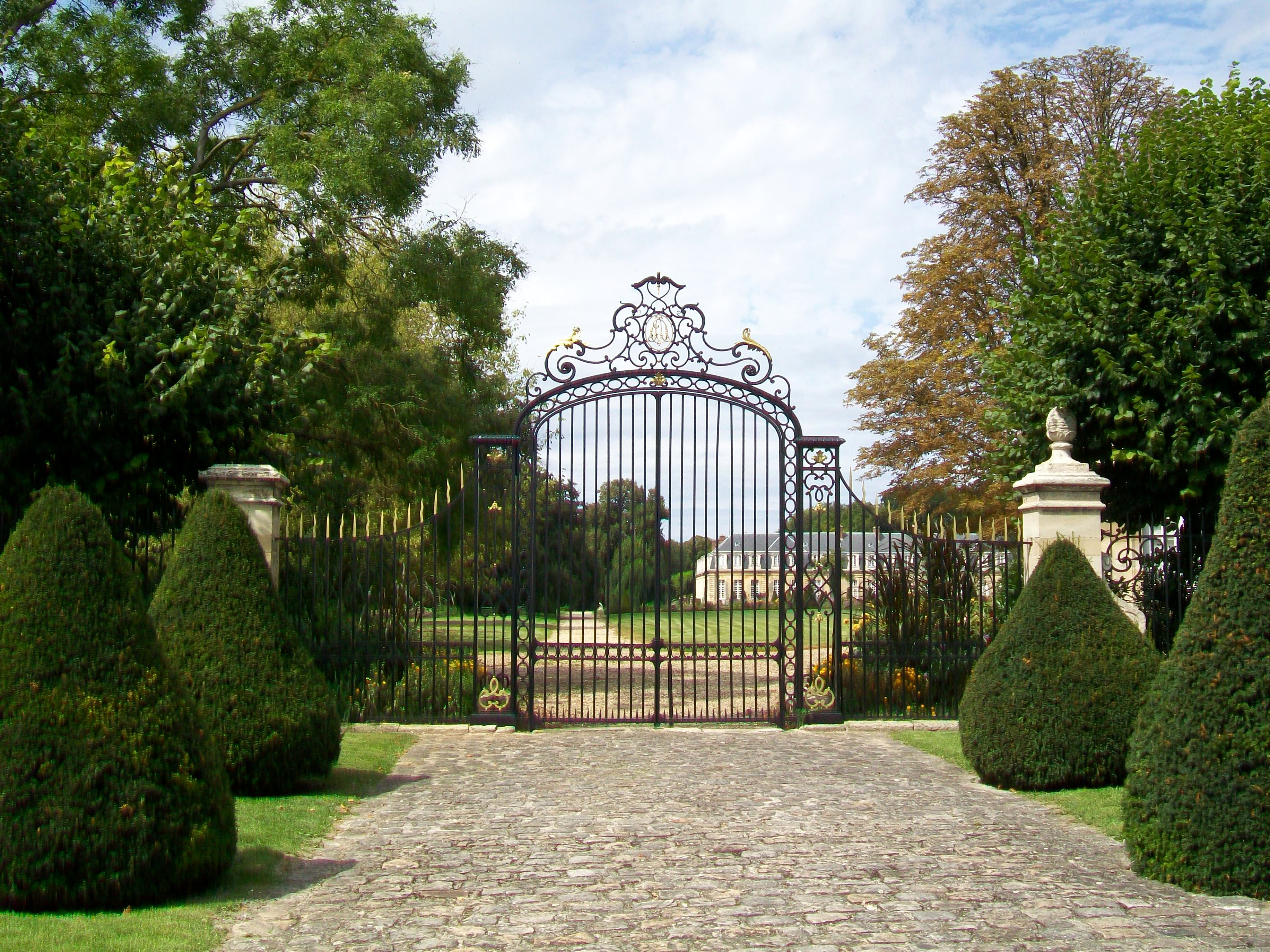
Hauptzugang

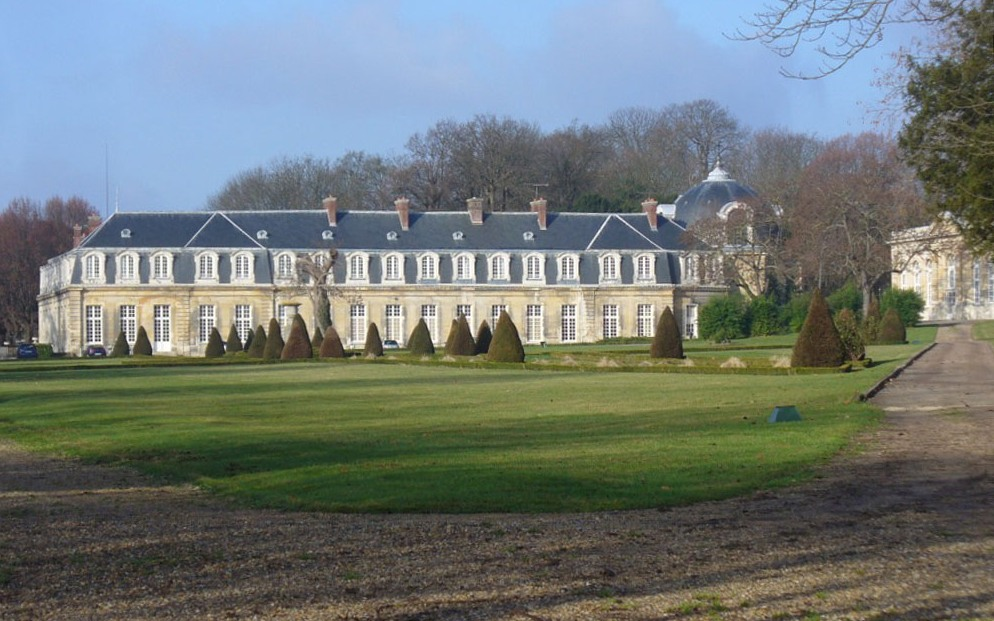
Schlossgebäude

Das Schloss in Arnouville, einer französischen Gemeinde im Département Val-d’Oise in der Region Île-de-France, wurde von 1750 bis 1757 errichtet. Das Schloss steht seit 2000 als Monument historique auf der Liste der Baudenkmäler in Frankreich.
Das Schloss wurde für Jean-Baptiste de Machault, contrôleur des finances unter Ludwig XV., nach Plänen des Architekten Pierre Contant aus Ivry-sur-Seine erbaut. Von der ursprünglich geplanten Anlage wurde das Hauptgebäude, die Kapelle, die Orangerie und der Park vollendet. Nur der Bau mit den Pferdeställen wurde im 19. Jahrhundert abgerissen. 